# Sorocea subumbellata
Sorocea subumbellata är en mullbärsväxtart som först beskrevs av C.C.Berg, och fick sitt nu gällande namn av Cornejo. Sorocea subumbellata ingår i släktet Sorocea och familjen mullbärsväxter. Inga underarter finns listade i Catalogue of Life.